# 恋文ロマンチカ
『恋文ロマンチカ』（こいぶみロマンチカ、Koibumi romantica）は2009年9月18日にチュアブルソフトより発売された18禁恋愛アドベンチャーゲームである。

## 制作、ゲームシステム
本作はチュアブルソフトの第5作目である。大正時代風のレトロな時代を舞台とした恋愛模様が描かれる。書生を主人公に、小説家としての成長と恋人となるヒロインとの恋愛がテーマである。
Sugar+Spice!に引き続きイベント選択タイプのAVGである。同様に「好きになったら告白システム」も引き続き採用されており、物語中のいつでも告白が可能になっている。ただし、告白が成功するかどうかは好感度にかかっており、告白を2回失敗するとバッドエンドとなってしまう。また好感度はアイテムによっても変動させることができ、再スタートでのアイテムや好感度を繰り越す事も可能である。
声優は公開オーディションが行われ、ユーザーによる投票も加味されて決定された。
公式サイトではひなたによる全9話のウェブコミック『恋ロマポンチ』が配信された。
またユーザーからヒロインへの手紙を募集する『恋文募集』が行われた。
PUSH!! 2009年7-9月号には甚六によるフルカラー2ページマンガ「ワガハイの恋文ロマンチカ指南の書」が3回に渡り連載され、
コミックメガストア2009年9月号では原画のぎん太自身による描き下ろしフルカラー漫画が掲載されている。

## ストーリー
（出典：）
作家を夢見て熊本から東都に上京してきた弓削文人。しかし東都に来て早々、悪い人物に騙されて文無しになってしまう。おまけに自慢の小説もダメにしてしまい、落ち込んでしまう。
そのときに優しい女学生・秋月桔梗に声をかけられる。桔梗に事情を話すと、文人は彼女の家にしばらく泊めてもらえることになった。桔梗の家に着くと、そこには文人が尊敬する作家・宵之道吟情がいた。吟情は桔梗の実の姉だという。文人は新進気鋭の文豪の下で書生生活を送るチャンスに恵まれる。
様々な人との出会いを経験しながら、文人は作家になるための努力を続ける。ある日、文人は「恋をしろ」というアドバイスを受ける。今まで恋愛をしたことがなかった文人が、東都で恋を成就させ、夢である作家になることはできるのだろうか。

## 登場人物

### メインキャラクター
弓削 文人（ゆげ ふみと）
声 - なし
本作の主人公。作家を志して熊本から上京したが、不幸が重なり、紆余曲折を得て秋月家の居候となる。

秋月 桔梗 （あきづき ききょう）
声 - 桃井いちご
主人公が居候する秋月家のお嬢さん。女学校に通っている。面倒見がよく、文人が書生になるきっかけを与えた。裁縫が得意で、自作の服を他人に着せるのが趣味である。大の甘党で、必ず料理を甘い味付けにしてしまう。温厚な性格をしているが、怒ったときは非常に恐い。
ヴァージニア・O・パルトロー
声 - suine
英国領事の令嬢。桔梗とはクラスメートであり友人でもある。負けず嫌いかつ意地っ張りな性格である。日本語を流暢にあやつり、日本文化にも興味を持つ。
閑鳥 みつ（かんどり みつ）
声 - 奥山歩
文人の幼馴染みで、幼い頃に交わした結婚の約束を今も信じている。文人が故郷を離れて上京したために、彼を追ってきた。通常は標準語を話すが、文人の前でだけ方言を用いる。
仁見 来香 （ひとみ らいか）
声 - ひなき藍
見た目は幼いが文人と同い年の編集者。照葉出版に勤めており、吟情の担当編集者である。元々は記者であったが行動力の高さを見込まれ、締め切りを守らない作家を捕まえるために、編集者に抜擢された。行動力はあるもののドジな所があり、よく高い所から落ちる。
宵之道 吟情 （よいのみち ぎんじょう）
声 - 木野原さやか
文人がお世話になる秋月家の主人で小説家。桔梗の姉である。名前と作風から男性だと思われているが、れっきとした女性である。無一文の文人の話を聞き、面白そうだからという単純な理由で居候を認めた。遅筆な作家であり、いつも編集者に追われている。

### サブキャラクター
睡蓮（すいれん）
声 - 倉田まりや
芳原で一番人気の花魁。普通の男にとっては高嶺の花である。何人もの男が大金を積んで、馴染み客になろうとしている。
駒子（こまこ）
声 - 有栖川みや美
雪国の人里離れた場所に住む雪女の少女。雪国にスキー訓練をしに行った文人が遭難したときに、死にかけた所を助けた。その出来事をきっかけとして文人と仲がよくなる。守ってあげたくなるようなかよわい少女である。
ワガハイ
声 - 倉田まりや
秋月家に居ついている金目銀目オッドアイの猫又。文人の相談役で彼とだけ普通に会話ができる。いつもは猫の姿をしているが、人の姿に化けることができる。100年近く生きているため教養が高く、文人の作品に対してよくアドバイスをくれる。自分のことを吾輩と呼ぶ。
八代様（やしろさま）
声 - 民安ともえ
外見は神社の巫女に見えるが正体は神様。季節によって姿が変わる。お賽銭を寄付するとおみくじで占ってくれる。特に恋占いが得意。
吉野 そよ（よしの そよ）
声 - 有栖川みや美
居酒屋『よし乃や』の看板娘で、常連の中年客からは「おそよちゃん」と呼ばれている。
東 兼嗣（あずま かねつぐ）
声 - 平野響子
武家の家に生まれたために、男扱いされて育てられた女性。吟情とは親友である。雪山合宿や町内全力疾走などを文人にさせ、男気のある男にしようとしている。
臣木 良（おみき りょう）
声 - カマンベール十円堂
文人の悪友である画家。画家としての名は『扇奥義』（おうぎおうぎ）で、絵に対しては真面目に取り組むも、前衛的な画風のために知名度が全然無い。酒癖・女癖・浪費癖が悪いため何かとトラブルを起こす。
尾根山 厳太（おねやま げんた）
声 - 永倉仁八
車引きをしているワイルドなオヤジ。趣味はバイクとナンパ。通称「厳さん」。
高島 晴彦（たかしま はるひこ）
声 - 河村眞人
帝大の医学生で見習い軍医として東兼嗣の下で実務を受けているエリート候補生。文武両道だけど恋愛運が極端に無いので、女性との運命的な出会いが無い。

## スタッフ
（出典：）
- プロデューサー：イシダ
- 監督：草壁よしお
- ゼネラルマネージャー：ぽち
- キャラクターデザイン・原画：ぎん太
- グラフィック：わぽ吉、まんごープリン
- シナリオ：草壁よしお、他
- 音楽：けんせい(Silver Seats studio)
- 録音：はづき(Silver Seats studio)
- プログラム：191919

## 主題歌
- オープニングテーマ
  - 開幕編：「恋文ロマンチカ」　作曲・作詞・編曲：けんせい（Silver Seats studio）、歌：真理絵
  - 恋人編：「星光灯庭」　作曲・作詞・編曲：けんせい（Silver Seats studio）、歌：真理絵
- エンディングテーマ
  - お嬢さん：「虹」　作曲・作詞・編曲：けんせい（Silver Seats studio）、歌：yuiko
  - ジニー：「Just feel you」　作曲・作詞・編曲：けんせい（Silver Seats studio）、歌：Rita
  - みつ「風にのって」　作曲・作詞・編曲：けんせい（Silver Seats studio）、歌：anporin
  - 来香さん「初恋ブギ」　作曲・作詞・編曲：けんせい（Silver Seats studio）、歌：yuiko
  - 先生「夢のなる木」　作曲・作詞・編曲：けんせい（Silver Seats studio）、歌：Rita
  - サブ「夕餉の歌」　作曲・作詞・編曲：けんせい（Silver Seats studio）、歌：真理絵

## 関連商品
恋文ロマンチカ 歌謡全集 -ソラノネ-
本作のサウンドトラック。2009年9月18日発売。特別版：3,990円、通常版：2,940円。
恋文ロマンチカ ビジュアルファンブック
本作のビジュアルファンブック。2010年5月発行。ISBN 978-4775604762。

### 同梱特典CD
（出典：）
ヒロイン5人と厳さんの6人が、開花堂の蓄音機のお披露目と試験をかねて、それぞれ持ち寄ったレコードにあわせて歌うという設定で、下記の大正時代（ゲーム上の設定は「大昭時代」とされている）に歌われた実際の流行歌（みつを除く）を歌う。
- お嬢さん「カチューシャの唄」 作曲：中山晋平、作詞：島村抱月、相馬御風
- 来香「コロッケの歌」 作曲・作詞：益田太郎冠者
- みつ「おてもやん」 熊本民謡
- ジニー「青い眼の人形」 作曲：本居長世、作詞：野口雨情
- 先生「酒場の唄」 作曲：中山晋平、作詞：北原白秋
- 厳さん「東都節」[注 3] 作曲：アメリカ民謡、作詞：添田知道